# Plateforme cratonique
Pour les articles homonymes, voir Plate-forme.
- Bouclier
- Plateforme
- Orogène
- Bassin structural
- Province magmatique
- Bassins sédimentaires continentaux

- 0–20 Ma
- 20–65 Ma
- > 65 Ma

En géologie, une plateforme cratonique est une région continentale constituée d'une couverture sédimentaire (strates relativement plates ou légèrement inclinées) recouvrant un socle très ancien de roches métamorphiques ou ignées. L'ensemble plateforme, bouclier et socle constitue un craton. 

## Caractéristiques générales
Les cratons sont constitués par un noyau archéen ou une mosaïque de noyaux archéens soudés par des ceintures orogéniques issues d'orogenèses très anciennes (d'âge paléo-protérozoïque, avant la dislocation de la Pangée, leur formation est liée aux cycles de Wilson). Les noyaux archéens se retrouvent au cœur des boucliers précambriens. Les ceintures orogéniques anciennes et les produits de leur érosion (couverture sédimentaire) forment les plateformes cratoniques.

## Principales plateformes cratoniques
- Plateforme est-européenne (ou « plateforme russe »)
- Plateforme sibérienne